# تيرنس كولفر
تيرينس كولفر هو إداري مدني ودبلوماسي كندي وضابط.

## البدايات
حصل تيرينس كولفر على درجة بكالوريوس الآداب في العلوم السياسية من الكلية العسكرية الملكية الكندية في كينغستون، أونتاريو سنة 1965، وكان رقمه الدراسي 6523.
خدم في القوات الكندية بصفته ضابط متدرب من 1961 حتى 1965، وضابطًا من 1965 حتى 1969. وقد خدم في الخارج بمنطقة الشرق الأوسط.

## الحياة المدنية
انضم إلى وزارة الصناعة والتجارة عام 1969 بصفته مفوض تجاري. وخدم في الخارج في روما (إيطاليا)، ودالاس (تكساس)، وسيدني (أستراليا)، وديترويت (ميشيغان)، وبوسطن (ماساتشوستس) بصفته نائب القنصل العام وكبير مفوضي التجارة من 1990 إلى 1994. وفي أوتاوا (أونتاريو) تولى عدة مناصب، من بينها:
- مدير، قسم الشؤون الخارجية، من 1987 إلى 1988؛
- مدير، قسم تنمية التجارة والسياحة مع الولايات المتحدة، من 1988 إلى 1990؛
- من 1994 إلى 1996، مدير قسم جنوب آسيا.[2]

شغل السيد كولفر منصب:
- سفير لدى الكويت من 1996 إلى 1999؛
- وسفير لدى جمهورية إيران الإسلامية من 1999 إلى 2001.

تقاعد من وزارة الشؤون الخارجية عام 2003.

## الحياة الشخصية
متزوج من لين كولفر ولديهما ثلاثة أبناء.